# روح موبتي (فلم)
روح موبتي (بالفرنسية: L'Esprit de Mopti) هو فيلم وثائقي مالي صدر عام 1999 من إخراج موسى أواني ويحكي عن مدينة موبتي الواقعة بدولة مالي.

## القصّة
في وسط مالي، حيث تلتقي الصحراء والسافانا تقع موبتي وهي مدينةٌ إسلاميةٌ رئيسيةٌ ومفترقٌ تجاري على نهر النيجر. يجتمعُ التجّار كل يوم خميسٍ من مختلف المجموعات العرقية في السوق، ويتبادلون الحديث بينهم مستعملين كلّ اللغات اللتي يتحدث بها الماليون وغيرهم في موبتي حيث تسود المقايضة وفقًا للتقاليد القديمة. هذه هي روح موبتي – وهو عنوان الفيلم – التي يسودُ فيها التسامح والفكاهة واحترام الآخر فضلًا عن التبادل الحرّ والتجارة. يصفُ هذا الفيلم الوثائقي هذه الروح من خلال خمسة أحرف تمثيلية: الدوجون، بوزو، فولاني، الطوارق ومربيي الحيوانات.

## الجوائز
حصل الفيلم على جائزة جولدن داو في فئة الفيديو الوثائقي خلال عرضهِ في مهرجان زنجبار السينمائي الدولي عام 2000، كما عرُض في نفس السنة في مهرجان رؤى أفريقيا في مدينة مونتريال، فضلًا عن مشاركتهِ في المهرجان الأفريقي للسينما والتلفزيون في واغادوغو في العلم الموالي.